# Усть-Берёзовка (Свердловская область)
Усть-Берёзовка — деревня в Серовском районе Свердловской области России. Входит в Сосьвинский муниципальный округ.
Ранее деревня входила в состав Кошайского сельсовета Серовского района.

## Географическое положение
Усть-Берёзовка расположена в 27 километрах (по дорогам в 32 километрах) к югу от посёлка Сосьва и в 102 километрах (по дорогам в 140 киломатерах) от города Серова. В деревне расположена станция Усть-Берёзовка Свердловской железной дороги. В половодье автомобильное сообщение осуществляется через город Верхотурье, посёлок Восточный.

## Население
| 2002 | 2010 |
| ---- | ---- |
| 6    | ↘3   |